# ブリモドキ

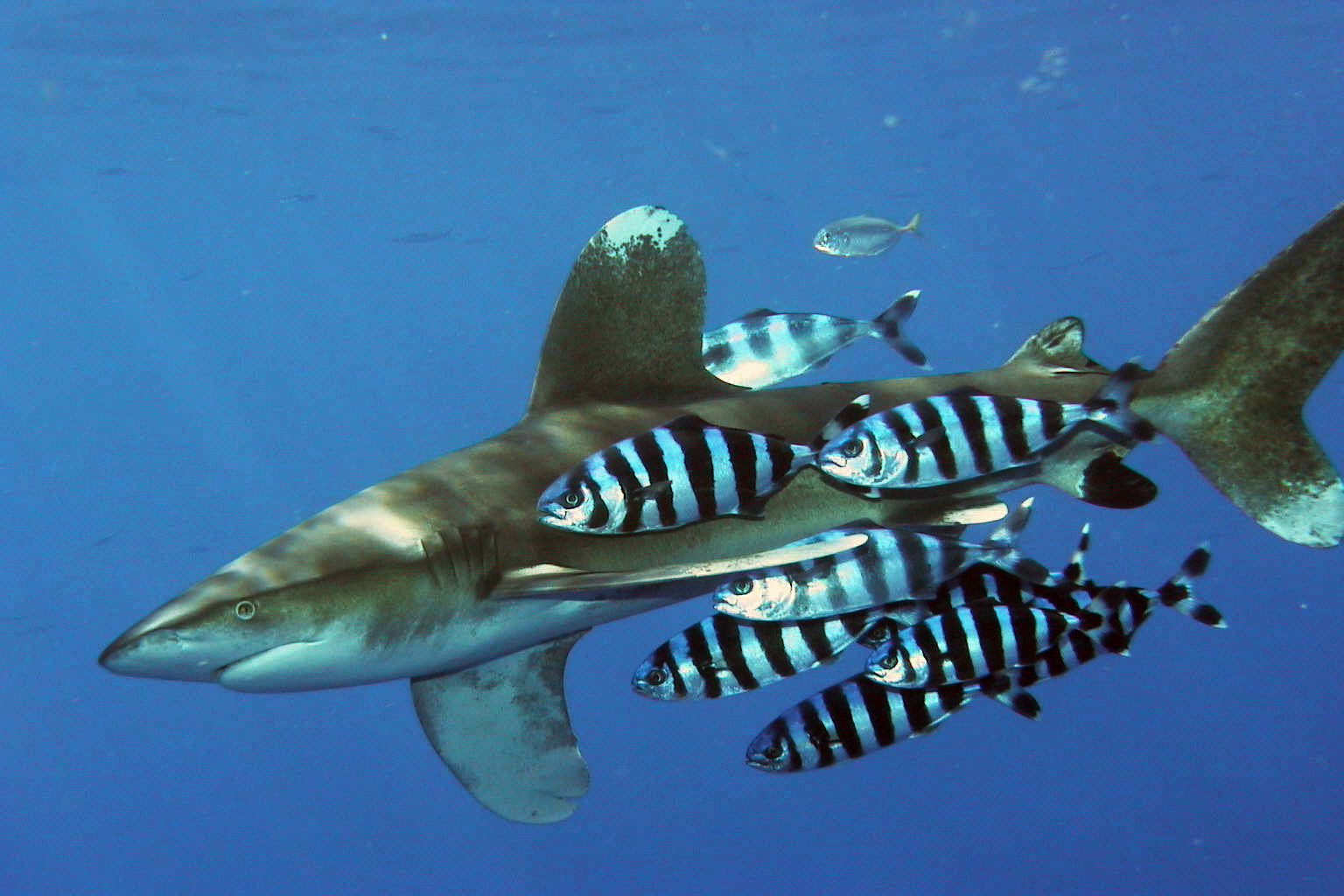
ヨゴレ（サメの一種）の周囲を取り巻くブリモドキの群れ

ブリモドキ（鰤擬、学名 Naucrates ductor） は、スズキ目アジ科に分類される魚の一種。全世界の暖海に広く分布する海水魚である。一種のみでブリモドキ属 Naucrates を構成する。
大型魚、船、流木などに付いて泳ぐ習性から、パイロットフィッシュ（Pilot fish : 水先人の魚）という英名がある。日本での地方名としてノボリサシ、タツミ（和歌山）、サイゴブリ、オキノウオ（高知）などもある。

## 特徴
成魚は全長40cmほど、最大70cmに達する。体は紡錘形で、水色-銀灰色の地に6-7本の黒い横縞がある。第一背鰭は鰭膜が無く、短い棘条だけが5-6本並ぶ。尾鰭は三日月形で黒いが、上下の先端は白い。また第二背鰭・尻鰭の先端部も白い。尾柄に稜鱗（りょうりん : 通称「ぜいご」）は無いが、水平隆起線が発達する。
標準和名の通りブリ Seriola quinqueradiata に似るが、本種は成長しても横縞が消えないこと、第一背鰭に鰭膜が無いことで区別できる。アイブリ Seriolina nigrofasciata にも似ているが、本種は体高が低いこと、縞模様が斜めではなく横に走ることで区別できる。
全世界の暖海に広く分布し、日本近海でも東北地方以南で見られる。沿岸から外洋にかけて生息する。
ブリモドキは、サメなどの大型魚の周りを取り囲んで泳ぐ習性で知られている。この行動は、大型魚につく寄生虫や餌の取りこぼしなどを食べることが目的とされる。この場合のブリモドキと大型魚の関係は、共生に近いものともいわれる。サメがブリモドキを食べてしまうようなことは稀であり、またブリモドキの特に小さい個体は、サメの口の中に入って歯についた食べかすを掃除するといった行動をしばしば行っている。
大型魚以外に、流木や航行中の船に付くこともある。また、幼魚は他のブリモドキ亜科の魚と同様に流れ藻やクラゲ類に付く。

## 人との関わり
釣りや定置網などで漁獲され、食用にもなるが、味は良くないとされている。
古代ギリシャの船乗りたちは、自分たちの船が陸に近づくと船の周りに現れるこの魚が自分たちを港への帰路へ案内してくれていると信じ、そのためにこの魚はパイロットフィッシュと呼ばれるようになったと伝えられる。別の説として、この魚が大きな魚を餌の在処へ案内しているように思われたのが名前の由来とする説もある。
ブリモドキの体の横縞模様に注目し、似たような模様がサーフボードに貼り付けるサメよけのステッカーに用いられている。